# In Victory
In Victory је музички пројекат Хеви метал, интернационални бенд који води шпански гитариста Víctor Angulo González. In Victory описује њихов звук као uplifting metal, комбинација Пауер метал, Simfonijski metal и   усмерен ка инспиративном и мотивационом лирском приступу.

## Историја
In Victory су објавили свој први ЕП, Uplifting Metal, 2019. године, у сарадњи са Samy Saemann (ex- Freedom Call) и Glyndwr Williams (Power Quest).
Од тада су објавили ЕП под називом Ecstasy of the Enlightened у 2020. години; и три сингла, The Prophecies Will Unfold (Orchestral Version), у сарадњи са Rikard Sundén (ex- Sabaton) и Универзитетски хор и оркестар Еребро, у Шведској, The Pulse of the Heart и Here We Stand.

## Састав
In Victory чине гитариста и композитор Víctor Angulo González, ел вокалиста Kim Arefäll, ел бајиста Joonas Ylänne, и бубњар и продуцент Topias Kupiainen. Овај други је такође део финске групе Арион и тонски техничар Stratovarius, бенд у коме је гитариста његов брат Matias Kupiainen. 